# Julio Pérez Silva (catedrático)
Julio Pérez Silva (Santa Lucía de Tirajana, 30 de noviembre de 1927-Sevilla, 3 de febrero de 2012) fue catedrático de Microbiología, primer decano de la Facultad de Biología y rector de la Universidad de Sevilla entre 1986 y 1988, en una época convulsa caracterizada por un estudiantado combativo y reivindicaciones del personal laboral de la universidad hispalense.
Recibió por unanimidad en 2007 el título de Hijo Predilecto de Santa Lucía, su ciudad natal. También recibió el Premio Canarias de Investigación en 1990.